# Krinichne (Lugansk)
Krinichne (en ucraniano: Криничне, romanizado: Krynychne; en ruso: Криничное, romanizado: Kriníchnoye) es un asentamiento urbano ucraniano perteneciente al óblast de Lugansk. Situado en el este del país, hasta 2020 era parte del raión de Sverdlovsk, pero hoy es parte del raión de Dovzhansk y del municipio (hromada) de Dovzhansk. Sin embargo, según el sistema administrativo ruso que ocupa y controla la región, Krinichne sigue perteneciendo al raión de Sverdlovsk. Durante la era soviética y hasta 2016, cuando se cambió su denominación de acuerdo con las leyes de descomunización de Ucrania, se llamaba Biriukove (en ucraniano: Бірюкове; en ruso: Бирюково).
El asentamiento se encuentra ocupado por Rusia desde la guerra del Dombás, siendo administrado como parte de la de facto República Popular de Lugansk y luego ilegalmente integrado en Rusia como parte de la República Popular de Lugansk rusa.

## Geografía
Krinichne está cerca del río Kundriucha, a 18 km de Dovyansk y 73 kilómetros al sureste de Lugansk.

## Historia
El pueblo fue fundado en 1778 por siervos de las aldeas de Rovenki y Krasnovka, como la aldea de Krinichne. Se le considera el asentamiento más antiguo del raión de Dovyansk de la región de Lugansk.
En diciembre de 1917, durante la guerra civil rusa, el gobierno soviético tomó el control de la aldea y luego se produjeron combates con el Ejército Blanco en los alrededores.
Hasta 1919, fue parte del raión de Mius del óblast del Voisko del Don. En 1920 pasó a llamarse Biriukove, en honor a un diputado comunista del consejo de los campesinos, Vasil Biriukov, quien fue asesinado en marzo por opositores locales al gobierno soviético. Desde enero de 1920, Biriukove ha sido parte del óblast de Donetsk, y desde 1925 ha sido parte del óblast de Lugansk de la RSS de Ucrania.
El 17 de noviembre de 1941, la línea del frente soviético-alemán en la Segunda Guerra Mundial pasó unos kilómetros al oeste del pueblo. Este fue el punto del máximo avance de los invasores fascistas hacia el este en 1941. Aquí fue detenido, y durante la ofensiva de Rostov de 1941, los alemanes fueron empujados hacia el río Mius, donde el frente resistió hasta julio de 1942. Desde julio de 1942 hasta febrero de 1943, Biriukove estuvo en el territorio ocupado por la Alemania nazi.
En 1964 obtuvo el estatus de asentamiento de tipo urbano. En los años 60 y 70 del siglo pasado, Biriukove era ampliamente conocido en la región de Lugansk y más allá por su gran empresa agrícola.
A partir de mediados de abril de 2014, debido a la guerra del Dombás, Krinichne está controlada por la autoproclamada República Popular de Lugansk y no por las autoridades ucranianas. El 7 de julio de 2014, un guardia fronterizo ucraniano resultó herido después de un ataque con morteros en el puesto de control de esta ciudad, al sur de Sverdlovsk. El 12 de mayo de 2016, la Rada Suprema de Ucrania cambió el nombre del asentamiento a Krinichne como parte de la campaña de descomunización en Ucrania, pero el cambio de nombre no fue reconocido por las autoridades de la autoproclamada RPL.

## Demografía
La evolución de la población de Krinichne entre 1859 y 2022 fue la siguiente:
| 212                                                           | 250 | 481 | 5237 | 4027 | 4097 | 4027 | 2513 | 3981 | 3951 |
| (Fuente: Cities & Towns of Ukraine y UKRAINE: Größere Städte) |     |     |      |      |      |      |      |      |      |

Según el censo de 2001, la lengua materna de la mayoría de los habitantes, el 77,18%, es el ucraniano; del 20,96% es el ruso.

## Infraestructura

### Arquitectura, monumentos y lugares de interés
Entre los edificios residenciales del asentamiento, se han conservado una docena y media de edificios residenciales al estilo de la cabaña de los cosacos del Don, que no es típico de los edificios residenciales de otras regiones históricas y geográficas de Ucrania.

### Transporte
Por la carretera T-1323 (Dovyansk-Dovyanske), Krinichne está conectado con Dovyansk. La estación de tren más cercana, Dolzhanskaya, está situada a 12 km de Krinichne.